# Brannens
Brannens är en kommun i departementet Gironde i regionen Nouvelle-Aquitaine i sydvästra Frankrike. Kommunen ligger i kantonen Auros som tillhör arrondissementet Langon. År 2022 hade Brannens 259 invånare.

## Befolkningsutveckling
Antalet invånare i kommunen Brannens
Referens:INSEE